# روزهای بد، به‌در
روزهای بد، به‌در نام یک مجموعهٔ تلویزیونی ایرانی به کارگردانی سعید آقاخانی است که برای پخش در نوروز ۱۳۹۳ از شبکه سه ساخته شده‌است.
این سریال در ۱۵ قسمت ۴۰ دقیقه‌ای برای پخش از شبکه سوم سیما در نظر گرفته شده که از ابتدای عید نوروز نمایش داده شد.

## خلاصه داستان
داستان آن را دربارهٔ اردشیر، سرایدار یک مدرسه است که همراه خانواده اش برنامه‌ریزی کرده تا مراسم عروسی پسرش را شب عید در مدرسه برگزار کند، اما ناگهان حکم بازنشستگی او می‌آید و خانواده باید مدرسه را تخلیه کنند، همین مسئله باعث می‌شود تا برنامه‌ریزی خانواده به هم بریزد؛ اما همه آن‌ها دست به دست هم می‌دهند تا مشکلات را پشت سر بگذارند و مراسم را برگزار کنند.

## بازیگران
| بازیگر           | شخصیت    | نقش                                                   |
| ---------------- | -------- | ----------------------------------------------------- |
| هومن برق‌نورد     | پرویز    | پسر منور، برادر اکبر و مهری و محمد‌رضا، همسر نگار      |
| مریم امیرجلالی   | منور     | همسر ،مادر پرویز و اکبر و مهری و محمد‌رضا، خاله تقی    |
| مهران رجبی       | اردشیر   | همسر منور، پدر پرویز و اکبر و مهری و محمد‌رضا          |
| بیژن بنفشه‌خواه   | اکبر     | پسر منور، برادر پرویز و مهری و محمد‌رضا                |
| غلامرضا نیکخواه  | شعبان    | پدر‌زن پرویز                                           |
| کریم باقری       |          | پدر زن سلطان                                          |
| مهرناز بیات      | مهری     | دختر منور، خواهر پرویز و مهری و محمد‌رضا               |
| مهران غفوریان    | نادر     | پسر شعبان، برادر                                      |
| بهشاد شریفیان    |          | صاحبخانه پرویز                                        |
| امیررضا میرآقا   | تقی      | خواهرزاده منور، پسرخاله پرویز و اکبر و مهری و محمد‌رضا |
| سیده شیماسلیمی   | نگار     | همسر پرویز                                            |
| لاچین دربندی     | نگار     |                                                       |
| محمدرضا شیرخانلو | محمد‌رضا  | پسر منور، برادر پرویز و اکبر و مهری                   |
| حامد اخباری      | سلطان    | بابا‌مدرسه جدید                                        |
| اصغر حیدری       | شیرخانلو | مشاور املاک                                           |